# Уилям Тревър
Уилям Тревър (на английски: William Trevor) е виден ирландски драматург и писател на произведения в жанра социална драма и документалистика.

## Биография и творчество
Уилям Тревър Кокс е роден на 24 май 1928 г. в Мичълстаун, графство Корк, Ирландска свободна държава, в англо-ирландско протестантско семейство от средната класа. Баща му е банков служител и заради работата му се местят и живеят в Скиберейн, графство Типърари, Йол и Енискорти. Учи в църковния колеж „Сейн Колумба“ в Уайтчърч и следва в Тринити Колидж на Дъблинския университет, където получава диплома по история. През 1952 г. се жени за Джейн Райън, с която имат двама сина. След дипломирането си работи като учител по история в графство Арма, Северна Ирландия (1952 – 1953). През 1953 г. емигрира в Англия, където работи като учител по рисуване в подготвително училище близо до Ръгби (1953 – 1955 г.) и в Съмърсет (1956 – 1959), а докато преподава работи като църковен скулптор. През 1960 г. се премества в Лондон, където в периода 1960 – 1965 г. работи като копирайтър в рекламна агенция. Като скулптор прави самостоятелни изложби в Дъблин, Ирландия, и Бат, Англия. Заедно с работата си започва да пише художествена литература. През 1971 г. той и семейството му се преместват от Лондон в Девън в Югозападна Англия, първо в Дънкисуел, след това през 1980 г. в Шобрук, където живее с стара мелница до смъртта си.
Първият му роман „Стандарт на поведение“ е публикуван през 1958 г. Той няма особен успех от критиката, но му дава увереност да продължи да пише. През 1964 г. е издаден романът му „Старите момчета“, който получава наградата „Хоторндън“ и дава старт на успешната му писателска кариера, на която се посвещава през 1965 г.
Автор на над 40 романа и сборници с разкази, множество пиеси, есета и статии. Носител е на най-престижните английски и ирландски литературни награди. Удостоен е с три награди „Коста“ (тогава „Уитбред“), а от 2002 г., когато неамерикански автори получават право да се състезават за наградата „О. Хенри“, печели наградата четири пъти за разказите си. Утвърждава се като емблема на англоезичната кратка проза на ХХ век. През 1998 г. е удостоен с престижната британска литературна награда „Дейвид Коен“ за цялостно писателско творчество. Неговата проза е съчетание от тънка наблюдателност и финес, от англосаксонска сдържаност и ирландски усет за абсурдното. Определен е като майстор на късия разказ. Някои от произведенията му са екранизирани във филми и телевизионни сериали.
През 1977 г. за литературни заслуги е удостоен с отличието Командор на Ордена на Британската империя, а през 2002 г. с отличието Рицар на Ордена на Британската империя. През 1994 г. става член на Кралското литературно общество. Член е също на Ирландската академия по литература и Ирландския съюз на деятелите на културата и изкуството, като през 2014 г. получава пожизненото почетно звание „Си“ – висшата награда на Държавния съвет по изкуствата на Ирландия.
Уилям Тревър умира на 20 ноември 2016 г. в Кредитън, Девън.

## Произведения

### Самостоятелни романи
- A Standard of Behaviour (1958)[1][2][3][4][5][6]
- The Old Boys (1964) – награда „Хотордън“
- The Boarding-House (1965)
- The Love Department (1966)
- Mrs Eckdorf in O'Neill's Hotel (1969)
- Miss Gomez and the Brethren (1971)
- Last Lunch of the Season (1973)
- Elizabeth Alone (1973)
- The Children of Dynmouth (1976) – награда „Коста“
Децата на Динмът, сп. „Съвременник“ бр.1 (1997), прев. Албена Димитрова
- Old School Ties (1976)
- Other People's Worlds (1980)
- Fools of Fortune (1983)
Играчки на съдбата, сп. „Съвременник“ бр.3 (1994), прев. Албена Димитрова
- Nights at the Alexandra (1987)
- The Silence in the Garden (1988)
- Reading Turgenev (1991)
- Juliet's Story (1991)
- Felicia's Journey (1994) – награда „Коста“
Пътешествието на Фелиша, изд. „Весела Люцканова“ (2003), прев. Надежда Розова
- Death in Summer (1998)
- The Story of Lucy Gault (2002) . награда „Коста“
Историята на Луси Голт, изд. „Весела Люцканова“ (2005), прев. Надежда Розова
- My House in Umbria (2003)
- Love and Summer (2009)

### Пиеси
- Girl (1968)[1][3][5]
- Going Home (1972)
- Night with Mrs. Da Tanka (1972)
- Marriages (1973)

### Разкази
- The Only Story (1971)[1][3]
- Access to the Children (1972)
- The Love of a Good Woman (1972)
- In Isfahan (1975)
- Mrs. Acland's Ghosts (1975)
- Broken Homes (1976)
- Attracta (1978)
Атракта, в сборника „Разкази от Британските острови“, изд.: „Народна култура“ (1986), прев. Малвина Которова
- A Trinity (1987)
Троица, сп. „Пламък“ бр.3 (1997), прев. Иванка Томова
- Death of a Professor (1997)
- Summer Visitor (2000)
- Low Sunday, 1950 (2000)
- Sacred Statues (2002) – награда „О. Хенри“
- The Dressmaker's Child (2006) – награда „О. Хенри“
Децата, сп. „Съвременник“ бр.3 (2007), прев. Алена Ликова
- The Room (2007) – награда „О. Хенри“
Стаята, сп. „Съвременник“ бр.3 (2007), прев. Алена Ликова
- Folie à Deux (2008) – награда „О. Хенри“

### Сборници
- The Day We Got Drunk on Cake (1967)[1][2][3][5]
- The Ballroom of Romance (1972)
- Angels at the Ritz (1975) – награда на Кралското литературно общество
- The Distant Past (1977)
- Lovers of Their Time (1978)
- Beyond the Pale (1981) – награда „Гейлс Купър“
- Ireland (1984)
- The News from Ireland (1986)
- The Collected Stories (1989)
Танци за влюбени, изд.: „Народна култура“, София (1985), изд.: „Сиела“, София (2012), прев. Иванка Томова
- Family Sins (1989)
- Deadly Sins (1994) – с А. С. Баят, Мери Гордън, Ричард Хауърд, Джойс Карол Оутс, Томас Пинчън, Джон Ъпдайк и Гор Видал
- Outside Ireland (1995)
- Marrying Damian (1995)
- Cocktails at Doney's (1996)
- After Rain (1996)
- Fanfare (1999) – с Пенелопе Фицджералд, Джон Мортимър и Карол Шийлдс
- The Hill Bachelors (2000)
- A Bit on the Side (2004)
- The Dressmaker's Child (2005)
- Cheating at Canasta (2007)
- Selected Stories (2010)
- The Mark-2 Wife (2011)
- Last Stories (2018)

### Документалистика
- A Writer's Ireland (1984)[1][3]
- Excursions in the Real World (1993)
- Personal Essays (1999)

### Екранизации
- 1979 – 1980 The Old Curiosity Shop – тв минисериал, 9 епизода
- 1981 Writers and Places – тв сериал
- 1975 – 1981 BBC2 Playhouse – тв сериал, 7 епизода, адаптации
- 1982 The Ballroom of Romance
- 1982 – 1983 All for Love – тв сериал, 2 епизода
- 1983 One of Ourselves – тв филм
- 1983 The Blue Dress – тв филм
- 1983 Attracta
- 1984 Access to the Children – тв филм
- 1985 Summer Season – тв сериал, 1 епизод
- 1987 Screen Two – тв сериал, 1 епизод
- 1990 Жертви на съдбата (Пионки на съдбата), Fools of Fortune – с Джули Кристи
- 1989 – 1991 Screenplay – тв сериал
- 1999 Felicia's Journey – с Боб Хоскинс
- 2003 Къщата в Умбрия, My House in Umbria – тв филм, с Маги Смит